# D-21無人偵察機
D-21無人偵察機（Lockheed D-21）是美國空軍所使用的一款三倍音速長程戰略偵察機，取代原先的A-12偵察機。一共生产38架，飞行用掉21架。

## 設計
D-21無人偵察機從1962年10月開始研發，保密代号叫作“标签板（Tagboard）”，原本稱為洛克希德Q-12設計案。开始时，“标签板”项目由美国中央情报局的“黑色项目经费”支持。后来美国空军认为将来可以用这个无人驾驶飞机向遥远的敌方纵深地带空投原子弹，所以也对这个飞机的设计充满了兴趣，后来也积极参与进来，与中央情报局共同出资。
采用了当时世界最先进的整体式冲压发动机，速度高达3560公里/小时，升限高达30000米。在1970年代初期，包括美国自身在内，任何防空武器都无法击落该机。
使用方式是：装载有侦察设备的无人驾驶侦察机先由大型飞机（母机）携带飞行，在靠近对方防空严密地带的公海上空由母机释放；无人驾驶侦察机离开携带母机后，利用自身的冲压发动机以超过3马赫的速度飞向遥远的目标地区；飞机上的侦察系统自动工作；情报收集之后，无人飞机将飞回到出发点的公海上空，在指令控制下，在指定地点空投装有照相胶卷的密封回收舱，然后飞机自毁坠落大海。

## 战斗历史
1969年11月9日，D-21首次执行侦察任务，行动代号“高级碗”(Senior Bowl)，经过尼克松总统亲自批准实施。专门执行D-21无人机作战行动的“A飞行队”（后改称“第4200飞行支援中队”）的一架B-52H轰炸机的翼下挂了两架D-21，从加州的比尔空军基地起飞，经过1次空中加油12小时飞行后，载机抵达南中国海发射地点。编号为517的D-21发射后，加速到3.3马赫3.3万米高空。最后踪影全无，任务失败。冷战结束后，从俄罗斯方面获悉：该机最终燃料耗尽，飛越中國後，在苏联拜科努尔附近的基尤腊塔姆地区自毀，蘇方曾打算給圖波列夫複製，但計畫不了了之。
第二次飞行任务是在1970年12月16日，完成对敌国预定侦察任务后成功返航，但在太平洋弹射的侦察设备舱的降落伞没有打开，从1.8万米高空直接坠入大海。
第三次侦察任务在1971年3月，一切顺利，但在海面最后回收侦察设备舱时因为风浪原因没有打捞成功。 
第四次也是最后一次侦察飞行在1971年3月20日，飞行途中失踪。2010年8月10日该机残骸在中国航空博物馆正式公开展出。根據中國的報告，該機因為墜毀在西雙版納的雨林中，樹枝降低了衝擊，相對於前幾次都比較完整，是價值很高的戰利品。